# Quartiere di Porta Sant'Andrea
Il quartiere di Porta Sant'Andrea è uno dei 4 quartieri storici della città di Arezzo; ogni anno sfida gli altri quartieri nella tradizione  storica della "Giostra del Saracino" nelle due edizioni di giugno (Dedicata a San Donato) e settembre (Dedicata alla Madonna Del Conforto).
I colori ufficiali sono il bianco e il verde.
Il giornale periodico è Il Bando.

## Il territorio

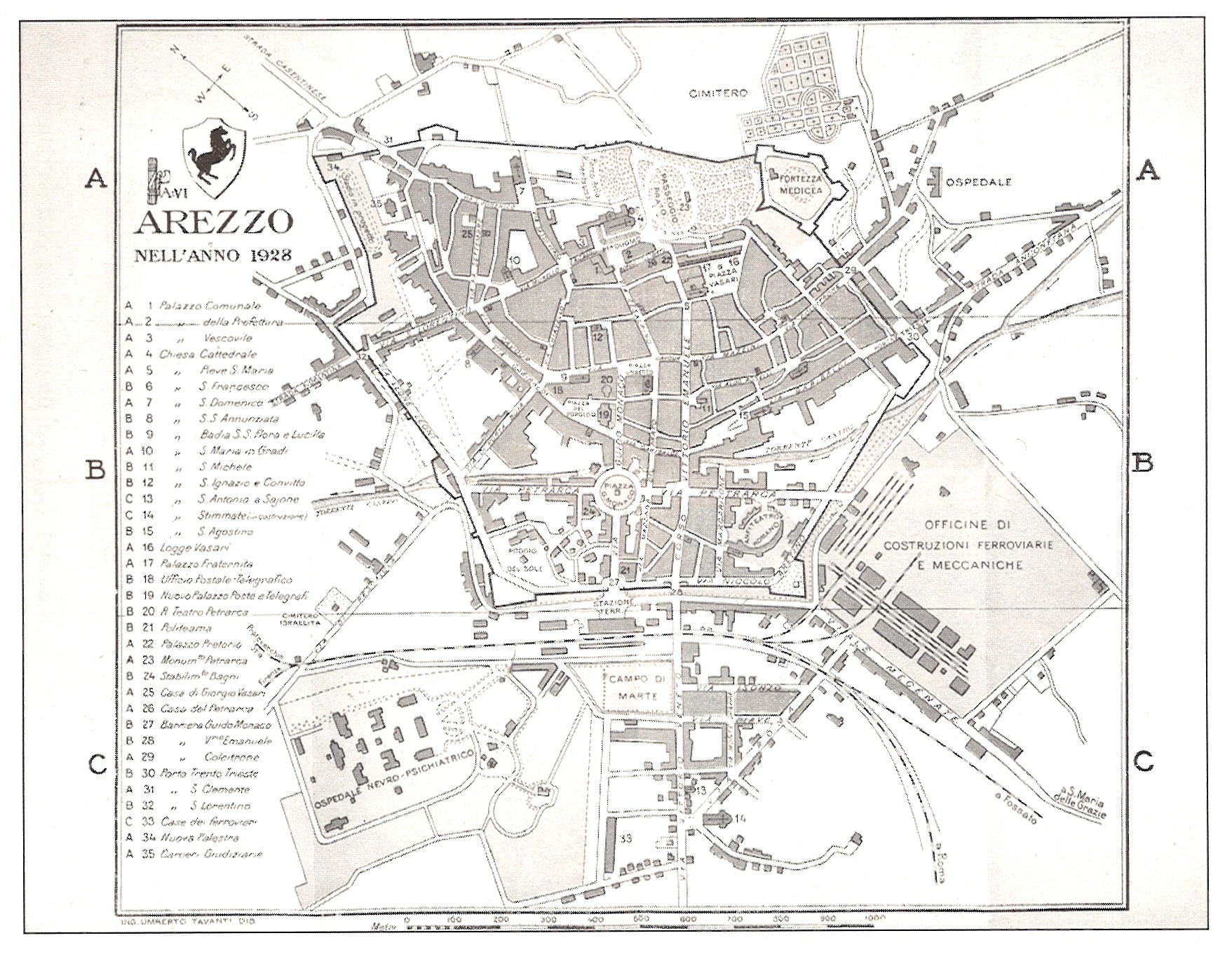
Piantina di Arezzo del 1928

Il territorio del Quartiere di Porta Sant'Andrea si estende nel settore sud-est della città, al quale sono associate le antiche Cortine di Porta Sant'Andrea e la Visconteria di Cegliolo. Ad esso appartengono inoltre le casate di città dei Conti di Bivignano, dei Guillichini, dei Lambardi da Mammi e dei Testi e le casate del contado dei Barbolani Conti di Montauto e dei Marchesi del Monte Santa Maria.

### Le chiese
Appartengono al territorio di Porta Sant'Andrea le chiese di Sant’Agostino, nell'omonima piazza, di San Michele, che si affaccia in pieno Corso Italia, di San Gemignano, tra l'omonima piazza e via della Minerva, e di San Bernardo, posta al confine con il quartiere di Porta Santo Spirito.

### L'Anfiteatro Romano e il Museo Archeologico
Nel quartiere di Porta Sant'Andrea sorge l'Anfiteatro Romano, situato tra via Crispi e via Margaritone. Fu costruito nel I sec. d.C. con pietra arenaria e laterizi e conteneva circa ben 8.000 persone, ma ne restano oggi solo pochi ruderi. Su una parte dell'Anfiteatro fu costruito un convento degli Olivetani, oggi Museo Archeologico fondato nel 1822 dalla Fraternita dei Laici.

### Palazzo Guillichini
Edificio di notevole consistenza, affacciato su Corso Italia, Palazzo Guillichini occupa buona parte dell'isolato compreso tra via Mannini e piazza San Michele. Dimora gentilizia, fu fatto erigere alla fine del Cinquecento dalla famiglia Guillichini, che ne fece la propria dimora ufficiale.

### Sede storica dell'ex Banca Popolare dell'Etruria e del Lazio
La sede storica dell'ex Banca Popolare dell'Etruria e del Lazio S.C. (dal 22 novembre 2015 in liquidazione coatta amministrativa e rifondata come Nuova Banca dell'Etruria e del Lazio S.p.A. con sede a Roma) è situata in Arezzo nel cinquecentesco Palazzo Albergotti, Corso Italia 179. La struttura originaria dell'edificio ha subito varie trasformazioni per adeguarla alle esigenze dei diversi proprietari e per sanare le ferite causate dai bombardamenti della seconda guerra mondiale. Di particolare fascino il Salone in stile Liberty ed una quadreria, dove si distinguono opere di Gentile da Fabriano, Guercino e Benvenuti. Di quest'ultimo, in particolare, il Ritratto di Teresa Muzzi del Garbo con il figlio Giulio Adolfo.

## La porta

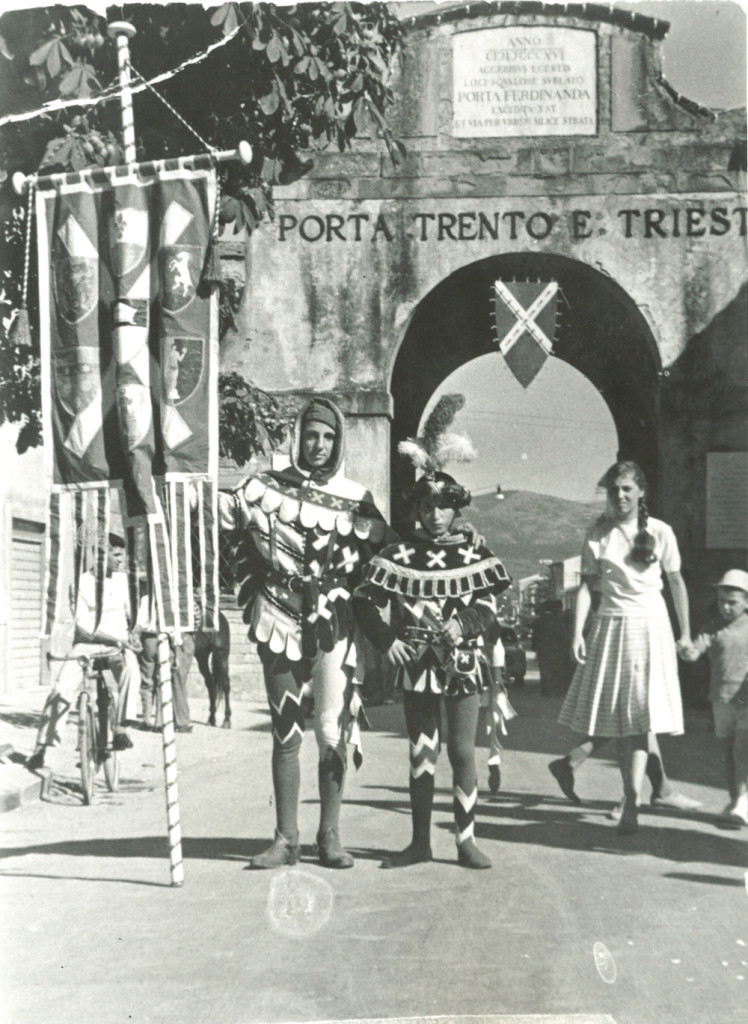
Porta Trento Trieste

Porta Trento Trieste fu aperta nel 1816, contestualmente alla realizzazione di via Anconetana, strada di collegamento con la costa adriatica, è la porta più recente della città. Originariamente chiamata porta Ferdinanda o porta Nuova, assunse l'attuale denominazione in seguito al primo conflitto mondiale. Immediatamente a Sud si eleva il baluardo di S. Giusto; oggi destinato a sede scolastica. Poco più a Nord solo una interruzione del tracciato delle mura segnala ormai il punto dove la medioevale porta di Colcitrone, demolita alla fine del secolo scorso, separava la città dal sobborgo di Santa Croce.
Verso l'interno della città, si diparte da porta Trento e Trieste il lungo semicerchio di via Garibaldi, l'antica via Sacra, contornata da chiese, cappelle e monasteri che segna approssimativamente il perimetro della città del Duecento, raccolta nella parte superiore della collina. A poca distanza dalla porta, all'altezza di piazza S. Giusto, l'asse di via Garibaldi è incrociato dal caratteristico rettilineo disegnato da via delle Gagliarde, via di Fontanella, piaggia di S. Lorenzo e via di Pellicceria, che attraversa in ripida salita la zona della città di più remoto insediamento: si tratta dell'antico cardo maximus.

## Le nobili casate
Casata dei Guillichini: "Un'aquila coronata d'oro sopra una fascia, e tre bande nere in campo d'oro."
La famiglia Guillichini, appartenente alla parte ghibellina, originaria di Città di Castello venne ad abitare in Arezzo nel XIII secolo. L'importanza di questa famiglia sembra essere notevole nella città, Enrico di Guillichino lo troviamo combattente a Campaldino nel 1289, con il vescovo di Arezzo Guielmino degli Ubertini. La partecipazione alla battaglia accrebbe e rafforzò il potere dei Guillichini in città, fornendo i propri componenti alle magistrature cittadine. Dopo la cacciata del duca D'Urbino nel 1343 un discendente della famiglia tale Azzolino Guillichini, è ambasciatore a Firenze, poi ancora questa nobile famiglia fornisce altri illustri componenti al mondo politico aretino, con Lodovico di Andrea Guillichini inviato alla corte del duca Alessandro dei Medici e Nicola Guillichini investito di molte importanti missioni diplomatiche. La vocazione militare di questa famiglia è molto forte e si rivolge soprattutto alla Marina Militare, infatti, Angelo Guillichini cavaliere di Santo Stefano inizia nel 1574 la carriera nella marina toscana, e notizie bibliografiche informano poi, che Giovanni Battista Guillichini anch'egli con l'abito da cavaliere di santo Stefano, partecipa all'impresa d'Algeri dove diventò nel 1806 maresciallo di campo e capo squadra della Marina napoletana. Giovanni Guillichini nel 1859 fu guardia d'onore di Napoleone Buonaparte; fatto poi senatore, partecipò alla costituente che sempre nel 1859, decretò il decadimento della casa d'Asburgo – Lorena. La famiglia Guillichini, è iscritta nell' El.Uff.Ital. dal 1922 col titolo di Patrizia di Arezzo, in persona dei discendenti di Angelo di Ottaviano, di Giovanni Battista.
Casata dei Lambardi: "Aquila a volo aperto in rosso traversata da tre fasce in oro sul campo d'argento al sommo tre gigli in oro sotto un rastrello in rosso."
Questa famiglia ha origini molto antiche; appartenenti ai guelfi quando ebbe suoi rappresentanti al consiglio dei sessanta di Arezzo, e onorata dal gonfalonierato di giustizia: per accedere a questa carica pubblica. Che secondo lo statuto fiorentino o “costituzione del Primo Popolo” del 1250 era necessaria l'appartenenza alla classe magnatizia e la responsabilità, specie il gonfaloniere di giustizia, riguarda il comando della compagnia armata del popolo; la carica del gonfalonierato risale almeno all'ultimo decennio del XIII e pone il gonfalonierato al comando come capitano di mille uomini armati “a difesa del popolo e dei rettori contro la violenza dei grandi”. Successivamente, dopo l'entrata in vigore degli “ordinamenti di giustizia” fiorentini, il gonfaloniere divenne praticamente il capo dei priori che veglia dell'esecuzione degli ordinamenti medesimi. Nel 1306 il gonfaloniere divenne un vero e proprio magistrato con specifiche attribuzioni militari: l'esecuzione di guerra e il capo del governo civile. In questo periodo i Lombardi sono magister nobilissimi, per cui dividono il comando del castello di Citerna in Umbria con i Tarlati di Pietramala. Pietrantonio Lambardi ebbe alla fine del XV sec. molta parte nello stipulare l'alleanza con Siena e Perugia per sottrarre la città di Arezzo al dominio fiorentino. Tra gli uomini illustri della famiglia Lambardi, inoltre dobbiamo ricordare Antonio Lombardi che fu Vescovo Canne, e Francesco Lambardi anch'egli nobile prelato e vescovo di Veroli. Se la carriera ecclesiastica era ambita e ricercata da queste nobili famiglie bisogna però dire che i Lambardi dettero anche uomini d'armi, come Lelio Lambardi, preposto alle milizie del Papa Alessandro VII. Questa famiglia si divise in due rami: i Lambardi di Mammi e o Lambardi di Tuoro che ebbe undici cavalieri di Santo Stefano. La famiglia Lambardi è iscritta nel El.Uff.Nob.Ital. col titolo di Patrizia di Arezzo in Persona di Carlo Lambardi, di Ciro di Carlo Federigo Lambardi e dei figli Ciro, Lombardo, Giuseppe, Laura, Riccardo, Mario. Per le altre due famiglie Lambardi derivano entrambi dal medesimo ceppo della famiglia sopra descritta.
Casata dei Conti di Bivignano: "Leone Rampante oro sul campo rosso al sommo tre gigli in oro sotto un rastrello in rosso."
Le più lontane notizie attendibili che ci parlano di Bivignano risalgono a poco dopo il mille. Il Repetti ha scritto: “Bivignano nella valle Tiberina. Giace sulla costa dei poggi che diramansi a settentrione del monte Marzana fra i torrenti Padonchia e Cerfone. Costituiva Bivignano sino dal sec. XI un comunello con cura. Più tardi fu eretto in contea, che diede il titolo a una nobile famiglia di Arezzo, la quale conservò il giuspatronato della chiesa di Bivignano sino al 1784; alla qual'epoca la rinunziò alla mensa vescovile. Bivignano ha una popolazione di 350 abitanti.” Dopo essere stato nel sec. XI possedimento dei Conti di Galbino, dette origine alla nobile famiglia cui accenna il Repetti e da tutti gli storici ricordata come la famiglia dei Conti di Bivignano. Sembra che si tratti della famiglia degli Aldobrandini. La memoria più antica dei Conti di Bivignano risale al 1145 in una bolla di Papa Eugenio III, da cui si conosce che il Pontefice stesso intervenne in una controversia sorta per il possesso del castello di Sasseto fra il Vescovo aretino Girolamo “et nobilem virum Henricum de Bivignano”. Nel 1350, Aldobrandino e Cione di messere Simone di Bivignano furono sepolti nella chiesa di S. Domenico in Arezzo. Fra le imprese dei Conti di Bivignano, ricordiamo, nel 1529, Francesco da Bivignano, detto il Conte Rosso, che per i buoni uffici messi, quale ufficiale dell'esercito imperiale, presso il principe d'Orange, in occasione del transito da Arezzo di un forte esercito che dirigeva a Roma con l'intento di restaurare il governo mediceo di Giulio II, riuscì a ridurre a un decimo l'esosa cifra richiesta per non saccheggiare Arezzo. Il 21 settembre di quell'anno l'esercito se ne andò, lasciando Arezzo senza un soldo ma con un nuovo governatore nella persona del Conte Rosso che, tre mesi dopo, preso il comando di 350 fanti e 100 cavalieri dello spagnolo Don Diego di Mendoza e Valenza, si scontra, presso il Mercatale, con le forze di Napoleone Orsini comprendenti 700 fanti e 150 cavalli; vince la battaglia e fa 200 prigionieri. Nel 1757, Mons. Deodato Andrea dei Conti di Bivignano, fu nominato Vescovo di Sansepolcro, ove rimase fino alla sua morte avvenuta ad Arezzo il 6 maggio 1770. Ma non sempre i Conti di Bivignano si coprirono di gloria. Qualche volta parteciparono ad atti poco edificanti, come quando, nel 1425, insieme ai Brandaglia e altri, presero a sassate S. Bernardino da Siena che si era recato presso S. Maria delle Grazie per distruggere la pagana Fonte Tuta. Dopo la scomparsa dalle scene degli Aldobrandini, fu la famiglia dei Franceschi a dominare Bivignano per diversi secoli. Il cimitero di Bivignano si trova a metà strada fra la chiesa e Le Terrine. Le case di Bivignano sono poste in due file a lato di una specie di via centrale; il tutto sopra un rialzo roccioso del terreno, in parte ritoccato per costituire una forte difesa. La popolazione di Bivignano è variata nei secoli da 150 abitanti nel XVI secolo ai 450 nella metà di questo secolo. Attualmente non ci abita nessuno. Sui muri che guardano verso est, si possono vedere ancor oggi egregie strutture in pietra architettonicamente pregevoli. Cinquant'anni fa, una grande quantità di sassi e calcinacci furono gettati dentro una profonda cisterna, durante lavori di ristrutturazione di una colonica. Sarebbe stato interessante esplorare quel pozzo per rendersi conto se sono vere le notizie che ci parlano di gallerie sotterranee e di passaggi segreti.
Casata dei Testi: "Tre teste a sinistra rivolte sul campo d'argento."
Fedelissimi della casa di Svevia e consorti dei Bostoli, all'inizio del Duecento i Testi hanno una solida base di potere nel contado e sono attivi nella vita politica aretina. Figura di primissimo piano è in quest'epoca Arrigo di messer Testa, podestà in numerose città del Centro-Nord, entrato per una sua “canzone” nella storia della letteratura italiana. Nella seconda metà del Trecento sono una delle maggiori case della fazione guelfa dei Sessanta. Ma all'inizio dell'età moderna la famiglia si impoverisce fortemente, estinguendosi prima della fine del Cinquecento.

## Le casate del contado
Casata dei Barbolani conti di Montauto: "D'oro all'aquila al volo abbasato di nera coronata, al campo posata sulla fascia centrata d'argento."
Famiglia toscana, nota dal sec. 11°, ricca di castelli, tra cui il principale Montauto, riconosciutile anche dall'imperatore Enrico VI, potentissima ad Arezzo, finché con Ciappetta, figlio di quell'Ubaldino detto Bocca che aveva guidato gli Aretini a Campaldino, decadde per il prevalere dei rivali Tarlati e l'ostilità del podestà Uguccione della Faggiola. Dopo l'acquisto di Arezzo fatto dalla repubblica fiorentina, i Barbolani servirono fedelmente i Medici (salvo Franceschetto che nel 1502 tradì, aiutando una ribellione d'Arezzo), distinguendosi nella lotta contro i barbareschi come cavalieri di Santo Stefano, nella diplomazia, nell'amministrazione. Nel 1753 furono ascritti al patriziato fiorentino.
Casata dei Bourbon Marchesi del monte Santa Maria Tiberina: I Marchesi Bourbon furono a partire dal secolo XI feudatari del Monte Santa Maria, essi venuti in Italia a seguito dei francesi conquistarono gran parte dell'Alta Valle del Tevere costruendo rocche e castelli in diversi punti strategici. I Marchesi del Monte con abile politica ottennero da papi ed imperatori concessioni e privilegi, riuscendo a mantenersi indipendenti e ben saldi al potere ricoprendo spesso importanti cariche pubbliche nelle città vicine, in questo periodo Monte Santa Maria Tiberina, in base a tali permessi, era libero di dichiarare guerra e di battere moneta (l'antico fiorino montesco riprodotto nel 1998 dalla Pro Loco). Il marchesato fu retto dai discendenti dei diversi rami della famiglia fino al 1815 allorquando il Duca Ferdinando di Toscana se ne impossessò interrompendo il millenario dominio della famiglia Borbon del Monte, nel 1859 entrò a far parte del Regno d'Italia.

## Il Santo protettore Sant'Andrea
Il Quartiere prende il nome dal suo protettore, Sant’Andrea Guasconi, nato Andrea Aretino della famiglia Guasconi, che fu un martire vissuto ad Arezzo durante la prima metà del IV secolo e morto, secondo le agiografie, sotto una presunta persecuzione anticristiana di Giuliano; per questo fu canonizzato. La festa di Sant’Andrea Guasconi era un tempo celebrata presso la diocesi di Arezzo il 18 agosto, anche se oggi questa ricorrenza è scomparsa; la figura del protettore del quartiere è riportata nel “vessillo del Santo”, nel quale è dipinto Sant’Andrea Guasconi che stringe sulla mano sinistra la palma del martirio.
In realtà tutta la simbologia del Quartiere è ripresa da Sant'Andrea, quello che è considerato ufficialmente il Patrono del rione e che viene celebrato il 30 novembre. Non è un caso che l'emblema riportato nel vessillo sia una decusse, meglio conosciuta come Croce di Sant’Andrea, stemma per eccellenza di Andrea apostolo.

## La chiesa Sant'Agostino
La chiesa barocca di Sant’Agostino, collocata nell'omonima piazza nel centro storico della città, è la titolare del Quartiere di Porta Sant'Andrea. Fu edificata nel XIII secolo per volere del Vescovo e Signore di Arezzo Guglielmino degli Ubertini, nel 1257, ma rispetto alla struttura originale l'edificio è stato dimezzato e completamente restaurato tra il 1766 e il 1776, su progetto del ferrarese Filippo Giustini. La chiesa al suo interno presenta un elegante esempio di stile barocco, la cui abside centrale è arricchita da stucchi bianco e verdi di Carlo Sproni e Giuliano e Francesco Rusca, entrambi milanesi.
Al suo interno, dove sono conservate tele seicentesce di Bernardino Santini, è di grande effetto la cantoria della parete di controfacciata, anch'essa progettata da Francesco Rusca. Settecentesco è il coro ligneo intagliato da Ludovico Paci nel 1771.

## La Benedizione

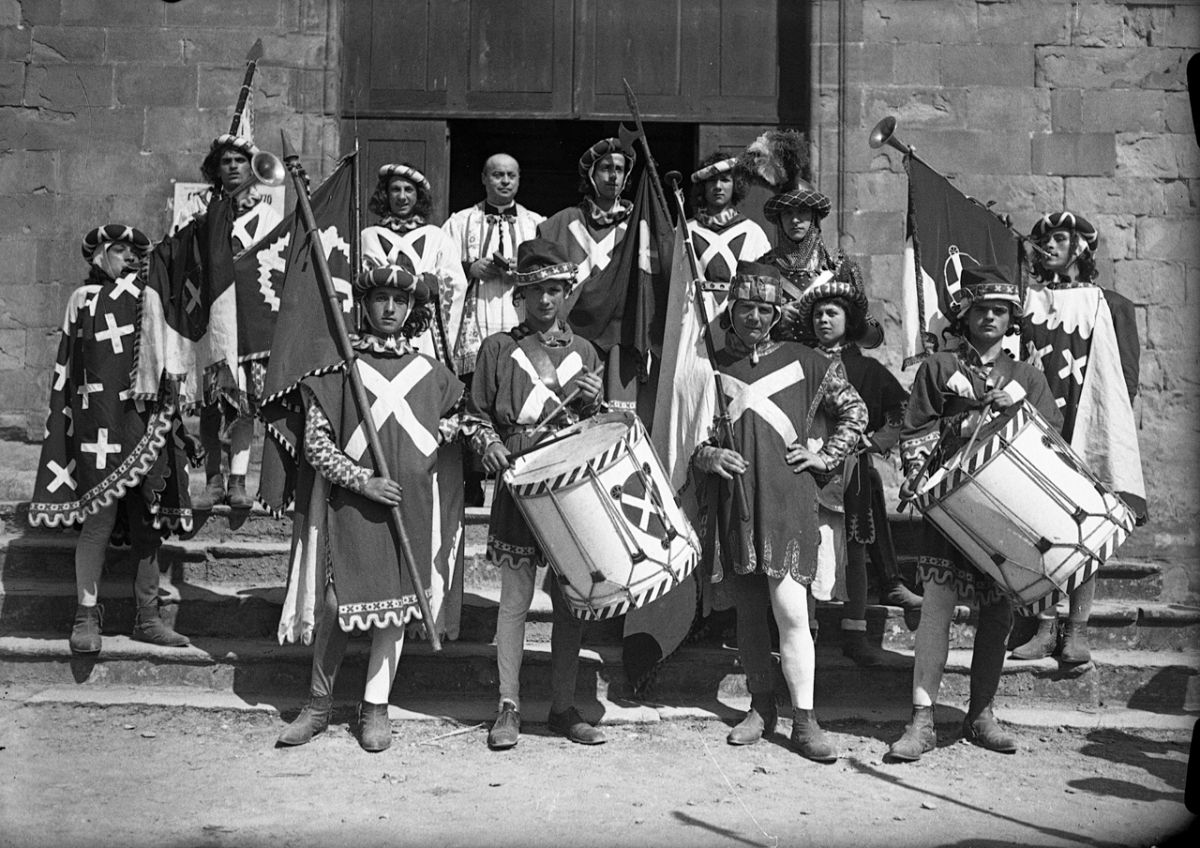
1934: figuranti di Sant’Andrea dopo la benedizione

L'antica usanza della benedizione dei cavalli e dei vessilli presso le chiese di ciascun quartiere nasce proprio con l'avvenire della Giostra, nel 1931. Ogni rione, prima dell'inizio del Corteo Storico e dell'assembramento nel sagrato del Duomo, si reca all'interno o fuori dalla propria chiesa così che il sacerdote possa impartire la benedizione ai giostratori, ai cavalli, ai figuranti e al popolo del quartiere. Dopo questo solenne atto gli schieramenti sono pronti alla volta del Corteo.
Il quartiere di Porta Sant'Andrea da anni è solito porre il proprio schieramento di armati davanti alla chiesa, in attesa della benedizione che avviene:
- alle ore 19:00 per la Giostra di giugno
- alle ore 14:00 per la Giostra di settembre.

## Il Te Deum
Il Te Deum è il solenne di ringraziamento che ogni Quartiere porge a Dio dopo la conquista della Lancia d'Oro. Questa è una vera e propria cerimonia che si svolge a distanza di pochi giorni dalla vittoria e che richiama tutto il popolo in festa nella chiesa di appartenenza; in passato era usanza portare alla cerimonia, insieme alla lancia d'Oro vinta, gli altri trofei sorretti dalle ragazze del quartiere, ma con gli anni Sant'Andrea ha accantonato questa consuetudine. Dopo la messa e la solenne preghiera i figuranti e il popolo percorrono le vie della città portando in trionfo la lancia conquistata in Piazza Grande, per poi tornare nella propria sede.

## Il Museo Storico
Il Museo Storico del Quartiere di Porta Sant'Andrea è stato inaugurato sabato 16 aprile 2011 dopo due intensi anni di lavoro, grazie all'apporto economico dei quartieristi e di Banca Etruria. La firma di questa importantissima opera è di Gian Lorenzo Magri, colui che ha progettato la struttura.
I lavori di costruzione sono iniziati il 21 maggio 2010 e dopo le interruzioni legate ai periodi delle due edizioni della Giostra del Saracino e ai festeggiamenti per la vittoria della 32ª lancia d'oro, le opere sono riprese ad ottobre senza interruzione.
Ad aprile 2011 il quartiere ha completato importanti interventi sia nella Sala d'Arme destinata a diventare il polo ricreativo e la sala conferenze sia nei nuovi locali adibiti a Museo.
Nell'area ricreativa sono state tinteggiate le pareti, realizzati i nuovi impianti elettrici ed i servizi igienici. Nei locali della cucina è stato realizzato il nuovo pavimento mentre nella sala d'Armi e all'interno del Circolo è stato installato un impianto audio/video. Infine nella sala d'armi è stato collocato un palco da destinare alle attività ricreative e una scala in pietra di accesso al museo.
Nel museo sono state ingenti le opere realizzate: dopo aver abbattuto una parete sono stati costruiti quattro archi in pietra in stile romanico, tinteggiate le pareti e riqualificato sia il soffitto in legno che la pavimentazione preesistente, in parte sostituita. Inoltre sono stati realizzati i servizi igienici e l'impianto idraulico oltre a quello termico e a quello elettrico secondo innovative tecniche di risparmio energetico.
I locali sono stati poi abbelliti con teche in cristallo per l'esposizione dei costumi d'epoca e piedistalli in pietra e legno nei quali saranno custodite le lance d'Oro. Un moderno impianto audio con filodiffusione, infine, completa il museo. Grazie alla laboriosità dei quartieristi, inoltre, è stato sistemato il cortile interno.
Il Museo Storico di Porta Sant'Andrea è la prima opera nel suo genere a prendere vita nella realtà della Giostra del Saracino. Questo luogo custodisce:
- le lance d'Oro vinte dal 1933 ad oggi
- I Vessilli recanti lo Stemma e il Santo del Quartiere
- L'elmo del Capitano
- I costumi di Luigi Sapelli detto “Caramba”, autore dei costumi del 1934
- I costumi di Nino Vittorio Novarese, autore dei nuovi costumi del 1956

Nelle stanze adiacenti al museo sono presenti la Sala del Consiglio “Giuseppe Municchi”, la Sala Costumi e la Segreteria del Quartiere.

## Le Giostre vittoriose
| nr | data                  | Rettore e Capitano                           | Giostratori                          | Dedica della Lancia d'Oro                                                                 |
| -- | --------------------- | -------------------------------------------- | ------------------------------------ | ----------------------------------------------------------------------------------------- |
| 1  | 24 settembre 1933     | Rinaldo Mugnai, Giovanni Coppelli            | Quinto Moroni e Giuseppe Cangioloni  |                                                                                           |
| 2  | 9 agosto 1936         | Rinaldo Mugnai, Giovanni Coppelli            | Alessandro Ghinassi e Ivo Bottacci   |                                                                                           |
| 3  | 11 giugno 1939        | Ubaldo Ricci, Guido Cinquini                 | Alessandro Ghinassi e Ivo Bottacci   |                                                                                           |
| 4  | 1º settembre 1957     | Giacinto Marcantoni Sarrini, Mario Coleschi  | Ivo Bottacci e Tripoli Torrini       |                                                                                           |
| 5  | 1º settembre 1963     | Giacinto Marcantoni Sarrini, Enzo Piccoletti | Marino Gallorini e Assuero Favi      |                                                                                           |
| 6  | 1º settembre 1968     | Giacinto Marcantoni Sarrini, Enzo Piccoletti | Franco Ricci e Tripoli Torrini       |                                                                                           |
| 7  | 6 settembre 1970      | Giacinto Marcantoni Sarrini, Enzo Piccoletti | Franco Ricci e Vittorio Zama         |                                                                                           |
| 8  | 7 settembre 1975      | Giacinto Marcantoni Sarrini, Enzo Piccoletti | Franco Ricci e Vincenzo Verità       |                                                                                           |
| 9  | 5 settembre 1976      | Giuseppe Municchi, Mario Ciofini             | Vincenzo Verità e Franco Ricci       |                                                                                           |
| 10 | 23 giugno 1978        | Giuseppe Municchi, Carlo Fardelli            | Vincenzo Verità e Franco Ricci       |                                                                                           |
| 11 | 4 settembre 1983      | Giuseppe Municchi, Carlo Fardelli            | Vincenzo Verità e Massimo Montefiori | dedicata al Primo Magistrato messer Mario Cantucci                                        |
| 12 | 7 luglio 1984         | Giuseppe Municchi, Carlo Fardelli            | Vincenzo Verità e Martino Gianni     |                                                                                           |
| 13 | 29 settembre 1984     | Giuseppe Municchi, Carlo Fardelli            | Vincenzo Verità e Martino Gianni     | edizione straordinaria corsa alla presenza del Presidente della Repubblica Sandro Pertini |
| 14 | 30 agosto 1987        | Giuseppe Municchi, Sergio Nasi               | Franco Ricci e Massimo Montefiori    |                                                                                           |
| 15 | 6 settembre 1987      | Giuseppe Municchi, Sergio Nasi               | Franco Ricci e Massimo Montefiori    | dedicata ai Maestri di Campo scomparsi                                                    |
| 16 | 3 settembre 1989      | Giuseppe Municchi, Sergio Nasi               | Franco Ricci e Martino Gianni        | dedicata a Tommaso Sgricci                                                                |
| 17 | 2 settembre 1990      | Giuseppe Municchi, Sergio Nasi               | Franco Ricci e Martino Gianni        | dedicata ad “Arezzo romana”                                                               |
| 18 | 1º settembre 1991     | Faliero Papini, Sergio Nasi                  | Maurizio Sepiacci e Martino Gianni   | dedicata a Giovanni di messer Egidio da Celaia                                            |
| 19 | 6 settembre 1992      | Faliero Papini, Sergio Nasi                  | Maurizio Sepiacci e Martino Gianni   | dedicata a Piero della Francesca                                                          |
| 20 | 5 settembre 1993      | Faliero Papini, Sergio Nasi                  | Maurizio Sepiacci e Martino Gianni   | dedicata a Gaio Clinio Mecenate                                                           |
| 21 | 28 agosto 1994        | Faliero Papini, Mauro Dionigi                | Maurizio Sepiacci e Martino Gianni   | dedicata al 50º Anniversario della liberazione di Arezzo                                  |
| 22 | 4 settembre 1994      | Faliero Papini, Mauro Dionigi                | Maurizio Sepiacci e Martino Gianni   | dedicata a Guittone d'Arezzo                                                              |
| 23 | (7) 13 settembre 1997 | Faliero Papini, Mauro Dionigi                | Martino Gianni e Maurizio Sepiacci   | dedicata a Paolo di Dono detto Paolo Uccello                                              |
| 24 | 21 giugno 1998        | Faliero Papini, Andrea Lanzi                 | Martino Gianni e Maurizio Sepiacci   | dedicata ad Antonio Guadagnoli                                                            |
| 25 | 5 settembre 1999      | Faliero Papini, Andrea Lanzi                 | Martino Gianni e Maurizio Sepiacci   | dedicata a Carlo Marsupini                                                                |
| 26 | 21 giugno 2003        | Faliero Papini, Andrea Lanzi                 | Martino Gianni ed Enrico Vedovini    | dedicata a Bartolomeo della Gatta                                                         |
| 27 | 19 giugno 2004        | Faliero Papini, Andrea Lanzi                 | Stefano Cherici ed Enrico Vedovini   | dedicata a Tommaso Perelli                                                                |
| 28 | 17 giugno 2006        | Faliero Papini, Luca Bichi                   | Stefano Cherici ed Enrico Vedovini   | dedicata a Lorentino d'Andrea (1430 – 1506)                                               |
| 29 | 23 giugno 2007        | Faliero Papini, Andrea Lanzi                 | Enrico Vedovini e Stefano Cherici    | dedicata a Piero della Francesca                                                          |
| 30 | 7 settembre 2008      | Maurizio Carboni, Andrea Lanzi               | Enrico Vedovini e Stefano Cherici    | dedicata ad Amintore Fanfani                                                              |
| 31 | 6 settembre 2009      | Maurizio Carboni, Andrea Lanzi               | Enrico Vedovini e Stefano Cherici    | dedicata ai 150 anni de La Nazione                                                        |
| 32 | 19 giugno 2010        | Maurizio Carboni, Andrea Lanzi               | Enrico Vedovini e Stefano Cherici    | dedicata all'Accademia Petrarca (secondo centenario)                                      |
| 33 | 1º settembre 2013     | Maurizio Carboni, Luca Bichi                 | Stefano Cherici ed Enrico Vedovini   | dedicata a Giuseppe Verdi                                                                 |
| 34 | 21 giugno 2014        | Maurizio Carboni, Luca Bichi                 | Enrico Vedovini e Stefano Cherici    | dedicata al 70º anniversario della liberazione di Arezzo                                  |
| 35 | 6 settembre 2015      | Maurizio Carboni, Marco Fardelli             | Enrico Vedovini e Stefano Cherici    | Giovanni Severi                                                                           |
| 36 | 3 settembre 2017      | Maurizio Carboni, Mauro Dionigi              | Stefano Cherici ed Enrico Vedovini   | Dedicata all'Arch. Dante Viviani                                                          |
| 37 | 22 giugno 2018        | Maurizio Carboni, Mauro Dionigi              | Enrico Vedovini e Tommaso Marmorini  | Dedicata a                                                                                |